# 杭州中国民俗协会
杭州中国民俗协会，是中华民国大陆时期成立于浙江省杭州市的一个民间学术组织。

## 沿革
1927年，原北洋政府控制下的中山大学民俗学开始出现分裂，受四一二政变影响，大量原中山大学教授离开广州，其中数位迁居浙江杭州。1928年夏，中国民俗学先驱钟敬文应朋友刘大白之邀，乘船到了杭州，任职于浙江大学文理学院，在浙江开辟了民俗学研究的新天地。
1930年夏，由江绍原、钟敬文、钱南扬、娄子匡等发起在杭州成立，基本会员是原中山大学民俗学会的成员。它以搜集和研究各地各民族的风俗、习惯、信仰、传说、故事、歌谣、谚语为宗旨。学会编印的《民俗周刊》、《民间月刊》、《民俗学集刊（镌）》（一、二集）及丛书，发表了大量有关民俗方面的材料和各类民间文学作品。学会还举办过民间图画展览会，展出浙江各地民间绘画、木刻数千幅。